# Дни вина и роз
«Дни вина и роз» (англ. Days of Wine and Roses) — чёрно-белый драматический кинофильм 1962 года, снятый режиссёром Блейком Эдвардсом. Экранизация одноимённой телепьесы Дж. П. Миллера. Главные роли исполняют Джек Леммон и Ли Ремик. Премия «Оскар» за лучшую песню (Days of Wine and Roses). 
В 2018 году фильм был признан национальным достоянием и внесён в Национальный реестр американских фильмов в Библиотеке Конгресса. Также входит в список 1000 лучших когда-либо созданных фильмов по версии «Нью-Йорк таймс».

## Сюжет
Рекламный агент Джо Клэй влюбляется в секретаршу Кирстен Арнесен и начинает водить её на дружеские попойки. Непьющая Кирстен после нескольких бренди признаёт, что от выпивки ей становится лучше. Несмотря на протест её отца, она выходит замуж за Джо; у них рождается дочь Дебби.
Постепенно, из-за алкоголизма, Джо, а за ним и Кирстен все больше деградируют. Джо понижают в должности, а затем и вовсе увольняют. В одну из его командировок Кирстен, напившись, устраивает пожар и едва не погибает вместе с дочерью. Пытаясь избавиться от зависимости, Джо и Кирстен живут у мистера Арнесена, но вскоре срываются. Пытаясь найти спрятанную выпивку, Джо в приступе безумия уничтожает теплицу своего тестя.
Проведя некоторое время в психбольнице из-за белой горячки, Джо присоединяется к сообществу Анонимных алкоголиков. Вскоре ему удаётся победить зависимость, найти постоянную работу и примириться с тестем. Кирстен же отказывается признавать себя алкоголичкой. Она уходит от Джо, говоря, что не сможет жить без алкоголя. Фильм завершается открытым финалом — Джо сдерживается, чтобы не выбежать за ней, и смотрит на опустевшую без неё улицу в окно, в котором ярко отображается неоновый знак расположенного напротив бара.

## В ролях
- Джек Леммон — Джо Клэй
- Ли Ремик — Кирстен Арнесен Клэй
- Чарльз Бикфорд — Эллис Арнесен
- Джек Клагмен — Джим Хангерфорд
- Алан Хьюитт — Рэд Лиланд
- Патрик О’Мелли — арендатор (в титрах не указан)

## Награды и номинации

### Награды
- 1963 — премия «Оскар»: лучшая песня (Джонни Мерсер, Генри Манчини)
- 1963 — премия кинофестиваля в Сан-Себастьяне: Блейк Эдвардс, Джек Леммон, Ли Ремик

### Номинации
- 1963 — четыре номинации на премию «Оскар»: лучший актёр (Джек Леммон), лучшая актриса (Ли Ремик), лучшая работа художника (Джозеф С. Райт, Джордж Джеймс Хопкинс), лучшая работа художника по костюмам (Дон Фелд)
- 1963 — четыре номинации на премию «Золотой глобус»: лучший фильм — драма, лучший режиссёр — Блейк Эдвардс, лучший актёр — Джек Леммон, лучшая актриса — Ли Ремик